# Joris Van Severen
Joris Van Severen (19 de julho de 1894 – 20 de maio de 1940) foi um político belga e ideólogo do Movimento Flamengo, bem como um pan-holandês. Uma figura importante do nacionalismo flamengo pré- Segunda Guerra Mundial, ele foi cofundador do grupo de extrema direita Verdinaso.

## Biografia
Van Severen nasceu na cidade flamenga de Wakken como Georges Edmond Eduard Van Severen.  A sua família era flamenga, mas, tal como vários flamengos importantes, falava a língua francesa e, por isso, recebeu o apelido depreciativo de Fransquillon dos falantes de holandês.  O pai de Van Severen era um advogado proeminente que também atuou como prefeito de Wakken.  Van Severen foi educado pelos jesuítas no Sint-Barbaracollege, que ensinavam em francês, antes de estudar direito na Universidade de Ghent. 
Após a eclosão da Primeira Guerra Mundial, Van Severen foi convocado para o Exército Belga. Inicialmente sargento, foi promovido a segundo-tenente em janeiro de 1917.  Enquanto estava no exército, Van Severen tornou-se parte da Front Beweging, um grupo nacionalista flamengo secreto ativo no exército belga, e também escreveu uma carta aberta ao rei Alberto pedindo maior autonomia para Flandres.  A carta, que foi obra de Van Severen e de outros soldados intelectuais como o cabo Adiel de Beuckelaere, incluía apelos à autogestão interna e a um exército flamengo separado.  Quando isso foi descoberto, Van Severen foi interrogado pela Polícia Militar sobre suas atividades nacionalistas flamengas e, após informá-los de que apoiava os termos da carta, foi condenado a oito dias de prisão domiciliar.  Sua punição final foi ser rebaixado de volta às fileiras em junho de 1918. 

## Carreira política

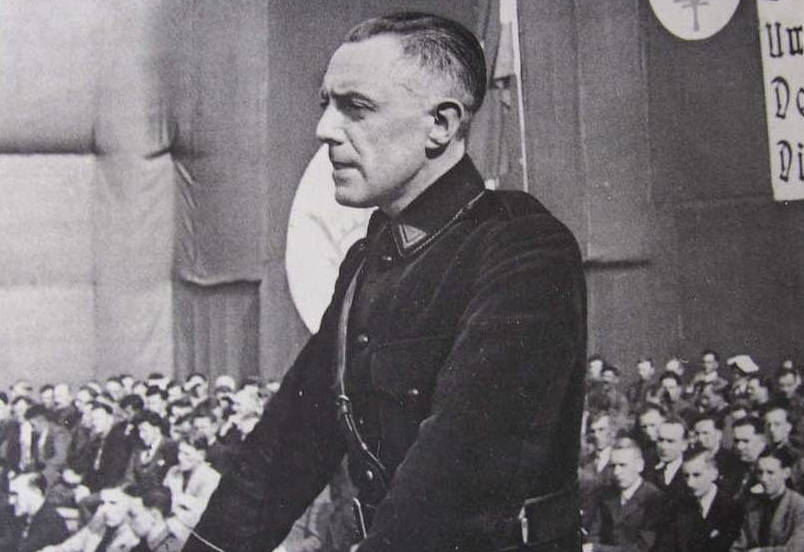
Van Severen fazendo um discurso

Já envolvido no Movimento Flamengo, Van Severen começou a desenvolver sua própria ideologia e visão de mundo. Perto do fim da guerra, ele se tornou um russófilo convicto e reagiu positivamente à Revolução Russa.  Ele combinou isso com uma forte germanofobia, descartando a Alemanha como "uma gangue de bandidos sem alma".  Paralelamente a isso, ele tinha uma forte fé na Igreja Católica Romana e admirava em particular os autores católicos Léon Bloy e Albrecht Rodenbach, que também foi uma importante figura de inspiração para o Movimento Flamengo.  As suas ideias começaram a tomar forma no jornal Ons Vaterland, que Van Severen e outros soldados com ideias semelhantes produziram na frente de batalha. 
Desmobilizado após a guerra, Van Severen retornou aos seus estudos na Universidade de Ghent, onde foi escolhido como presidente da União Geral dos Estudantes Flamengos.  Em 1921, ele se tornou editor do jornal Ter Waarheid e, nessa função, sua visão ideológica se desenvolveu ainda mais à medida que ele se deslocava para a direita. Embora sempre tenha sido um nacionalista, Van Severen tinha algum respeito pelo socialismo internacional, mas no início da década de 1920 abandonou essa posição em favor de um jacobinismo nacionalista mais radical. 

## Frontpartij
A única grande saída política para o nacionalismo flamengo após a Primeira Guerra Mundial foi o Frontpartij, e Van Severen se juntou a esse grupo. Candidato à cadeira de Roeselare-Tielt nas eleições gerais de 1921, ele obteve sucesso na eleição para a Câmara dos Representantes da Bélgica naquele ano.  Como membro da Câmara, ele apoiou uma política de "flemicização", incentivando a nomeação de flamengos para cargos de liderança no judiciário, no governo, nas forças armadas e em outras instituições públicas.  Como parlamentar, ganhou a reputação de polemista inflamado e comprometido, embora perdesse o interesse e simplesmente lesse passagens de Charles Péguy na Câmara em vez de fazer discursos.  Sua mudança para a direita continuou a todo vapor, com seus filósofos políticos mais admirados se tornando Maurice Barrès e Charles Maurras. 
Van Severen perdeu seu assento na eleição geral de 1929 por um tecnicismo, apesar de ter obtido mais votos que seu oponente. Ao expressar publicamente admiração por Benito Mussolini e pelo fascismo italiano, ele fundou seu próprio jornal, Jong Dietschland. Nisto, ele defendeu o estabelecimento de uma "Grande Holanda" independente, na qual os holandeses, flamengos, frísios e luxemburgueses se uniriam num novo estado "Dietsch".  Embora o seu plano tenha sido popular entre os estudantes de Ghent, sobre os quais ainda exercia forte influência, a maior parte dos membros do Frontpartij, que eram principalmente veteranos de guerra, não acolheram o plano e o jornal oficial do partido, De Schelde, condenou o fascismo. 

## Verdinaso
Com seus planos rejeitados pelo Frontpartij em outubro de 1931, ele se separou daquele grupo para fundar seu partido, o Verdinaso.  Contendo apenas 169 membros em sua fundação, o partido estava comprometido com uma forma de corporativismo que Van Severen chamou de Nacional-solidarismo, bem como com o nacionalismo integral.  Na sua fundação, apoiou o separatismo flamengo, mas em pouco tempo o grupo, que era de extrema direita, apoiou a opção Dietsch.  Van Severen defendeu o uso da força para assumir o controlo da Bélgica existente e, em seguida, estabelecer o estado da Grande Bélgica que ele apoiava.  Ele também defendeu o antiparlamentarismo, algo que foi fortalecido por sua derrota em 1929, durante a qual sentiu que os moderados do Frontpartij sabotaram deliberadamente sua reeleição.  A sua visão acabaria por se expandir para a do Dietsche Rijk que, em vez de separar a Flandres da Bélgica para formar o novo estado, defendia a união prática dos países do Benelux numa única entidade.  A mudança foi provocada em parte pela "descoberta" de Van Severen em 1934 de que os valões, tal como os flamengos, eram descendentes dos francos. 
Para tirar suas ideias do papel, Van Severen tentou chegar a acordos com outros movimentos de extrema direita, principalmente o Partido Rexista e a União Nacional Flamenga. Ainda assim, ele não teve sucesso nesses esforços.  Seu movimento adotou muitas das armadilhas de outros movimentos fascistas europeus, como o uniforme político, a saudação romana, o Führerprinzip e os stormtroopers (inicialmente chamados de Dinaso Militie antes de uma mudança de nome em 1934 para Dinaso Militanten Order),  embora Van Severen não estivesse entusiasmado com o desenvolvimento do fascismo, preferindo olhar para a ideologia de extrema direita mais conservadora da Action Française.  Ele ficou particularmente impressionado com o nazismo, com Bertrand de Jouvenel citando Van Severen dizendo "Eu detesto os hitleristas". 

## Morte
Após a eclosão da Segunda Guerra Mundial, Van Severen emitiu uma ordem proibindo a produção de qualquer literatura pró-nazista por membros da Verdinaso.  No entanto, em 9 de maio de 1940, imediatamente antes de Fall Gelb, Van Severen foi um dos vários ativistas de extrema direita e extrema esquerda presos.  Os homens presos foram colocados sob os cuidados do Exército Francês e posicionados perto de Abbeville. Em 20 de maio, quando o exército alemão em avanço cortou a área, um grupo de soldados franceses realizou um massacre e matou vários membros de Verdinaso, Rex e do Partido Comunista Belga, entre eles Van Severen.  Vinte e um suspeitos de diferentes tendências políticas foram selecionados e executados sem julgamento. 
Com a morte de Van Severen, Verdinaso desmoronou, com alguns activistas a colaborarem com as forças de ocupação alemãs e outros a seguirem o seu exemplo não-nazi juntando-se à resistência. 